# Aglaia argentea
Aglaia argentea  (лат.) — вид двудольных цветковых растений из семейства Мелиевые (Meliaceae), рода Aglaia. Aglaia argentea произрастает в Южной и Юго-Восточной Азии (преимущественно на островах Ява и Борнео), Австралии и на Соломоновых островах. Вид был впервые описан ботаником Карлом Людвигом Блюме.
Имеет наименьшие опасения в плане угрозы к исчезновению.